# Xenia de Montenegro
Xenia de Montenegro (22 de Abril de 1881 - 10 de Março de 1960) foi um membro da Casa de Petrović-Njegoš, sendo filha do rei Nicolau I de Montenegro.
Na juventude Xenia aparecia frequentemente em jornais devido ao grande número de rumores sobre os seus possíveis casamentos. Alguns dos candidatos especulados pela imprensa incluíam o rei Alexandre I da Sérvia, os príncipes Nicolau, Jorge e André da Grécia e o grão-duque Ernesto Luís de Hesse-Darmstadt.

## Juventude
A princesa Xenia de Montenegro nasceu em Cetinje no dia 22 de Abril de 1881, sendo a oitava filha do rei Nicolau I de Montenegro e da sua consorte Milena Vukotić. Ao contrário das suas irmãs mais velhas, a princesa Xenia não foi mandada para a Rússia para estudar no instituto Smolny. Juntamente com a sua irmã mais nova, Vera, foi educada em casa por tutores. As irmãs de Xenia eram muito conhecidas por terem contraído casamentos com figuras reais importantes, fazendo com que o seu pai, tal como o seu contemporâneo Cristiano IX da Dinamarca, fosse conhecido como o "sogro da Europa". Uma fonte declarou que estes casamentos "fizeram mais por Montenegro do que todos os grandes feitos dos guerreiros desta nação". Quando Xenia e Vera eram mais novas, o seu pai tinha planos para que elas se casassem com membros da família imperial russa, mais especificamente um dos filhos do grão-duque Constantino Constantinovich ou um dos filhos do grão-duque Alexandre Mikhailovich da Rússia. Duas das suas irmãs já tinham conseguido esse feito, uma vez que a princesa Milica se tinha casado com o grão-duque Pedro Nikolaevich e a princesa Anastásia se tinha casado primeiro com Jorge Maximilianovich, 6.º duque de Leuchtenberg e depois com o grão-duque Nicolau Nikolaevich.
Em 1898, Xenia, Vera e o príncipe-herdeiro Daniel viajaram com a mãe até Itália para visitar a sua irmã Helena, recentemente casada com o príncipe Vítor Emanuel da Itália. Foram muito bem recebidos pelos cidadãos de Nápoles como "os parentes da nossa princesa". Mais tarde, nesse ano, começaram a fazer-se preparativos para o casamento de Xenia com o rei Alexandre I da Sérvia. Contudo, quando Alexandre visitou a corte de Cetinje para lhe pedir a sua mão em casamento, Xenia achou-o tão "nojento e horrendo" tanto em aparência como em maneiras que, mesmo apesar das tentativas do pai, se recusou a casar com ele, humilhando-o e enfurecendo-o tanto que as relações diplomáticas entre a Sérvia e o Montenegro ficaram congeladas. Quando Alexandre escolheu o irmão de Xenia, Mirko, para seu herdeiro em 1901, foi, entre outras coisas, para esquecer estas velhas afrontas.

## Rumores de casamento

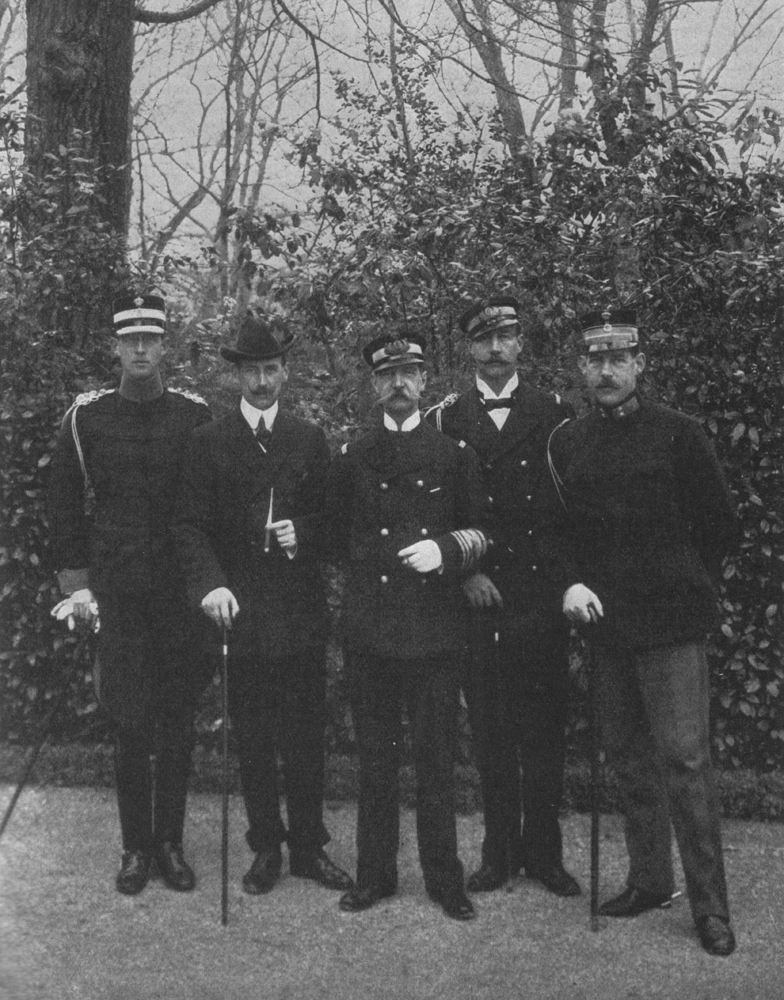
André (1.º esq.), Nicolau (2.º esq.) e Jorge da Grécia (2.º dir) foram apenas alguns dos pretendentes de Xenia.

No casamento do seu irmão Daniel com a duquesa Juta de Mecklemburgo-Strelitz, a princesa Xenia conheceu o príncipe Nicolau da Grécia e da Dinamarca que estava lá em representação do seu pai, o rei Jorge I da Grécia. Em 1899 foi anunciado o noivado entre Xenia e Nicolau. Por razões desconhecidas, o noivado desfez-se e o casal nunca se chegou a casar. Nicolau casou-se depois com a grã-duquesa Helena Vladimirovna da Rússia. Pouco depois também apareceram notícias que anunciavam o noivado de Xenia com dois dos irmãos de Nicolau, Jorge e André em alturas diferentes.
Em 1902, começaram a espalhar-se rumores de que Xenia estava noiva do grão-duque Ernesto Luís de Hesse-Darmstadt que se tinha divorciado recentemente da princesa Vitória Melita de Saxe-Coburgo-Gota. Estes rumores eram muito provavelmente infundados, uma vez que a única razão pela qual Xenia tinha viajado até Darmstadt tinha sido para visitar a sua irmã Ana que lá morava. Também se espalhou outro rumor de que Xenia estava prometida ao grão-duque Cyril Vladimirovich da Rússia, numa altura em que se dizia que este não se iria casar com a princesa Vitória Melita por causa de esta ser divorciada. Esta notícia foi recebida com entusiasmo, uma vez que Xenia, tal como Cyril, era ortodoxa.
Contudo, em 1904 espalhou-se outro rumor de que Xenia estava noiva do grão-duque Miguel Alexandrovich, herdeiro aparente do trono russo. Nesta altura já tinha havido tantos rumores sobre o futuro casamento de Xenia, poucos acreditaram neste. Nos anos seguintes, outros jornais afirmaram que ela tinha estado noiva do príncipe Vítor Emanuel, conde de Turim, do príncipe Luís Amadeu, duque de Abruzzi, do rei Fernando I da Bulgária e até do seu cunhado viúvo, o rei Pedro I da Sérvia. Sem dúvida que a promessa de um dote de um milhão de rublos, a boa reputação da família, a sua boa saúde bem como a sua beleza contribuíram para este grande número de admiradores reais e chamaram a atenção dos jornais. Dizia-se que a princesa Xenia era "muito completa", tinha "uma personalidade alegre" e era conhecida por todo o Montenegro "tanto pela sua caridade como pela sua actividade em desportos."

### Uma princesa solteira

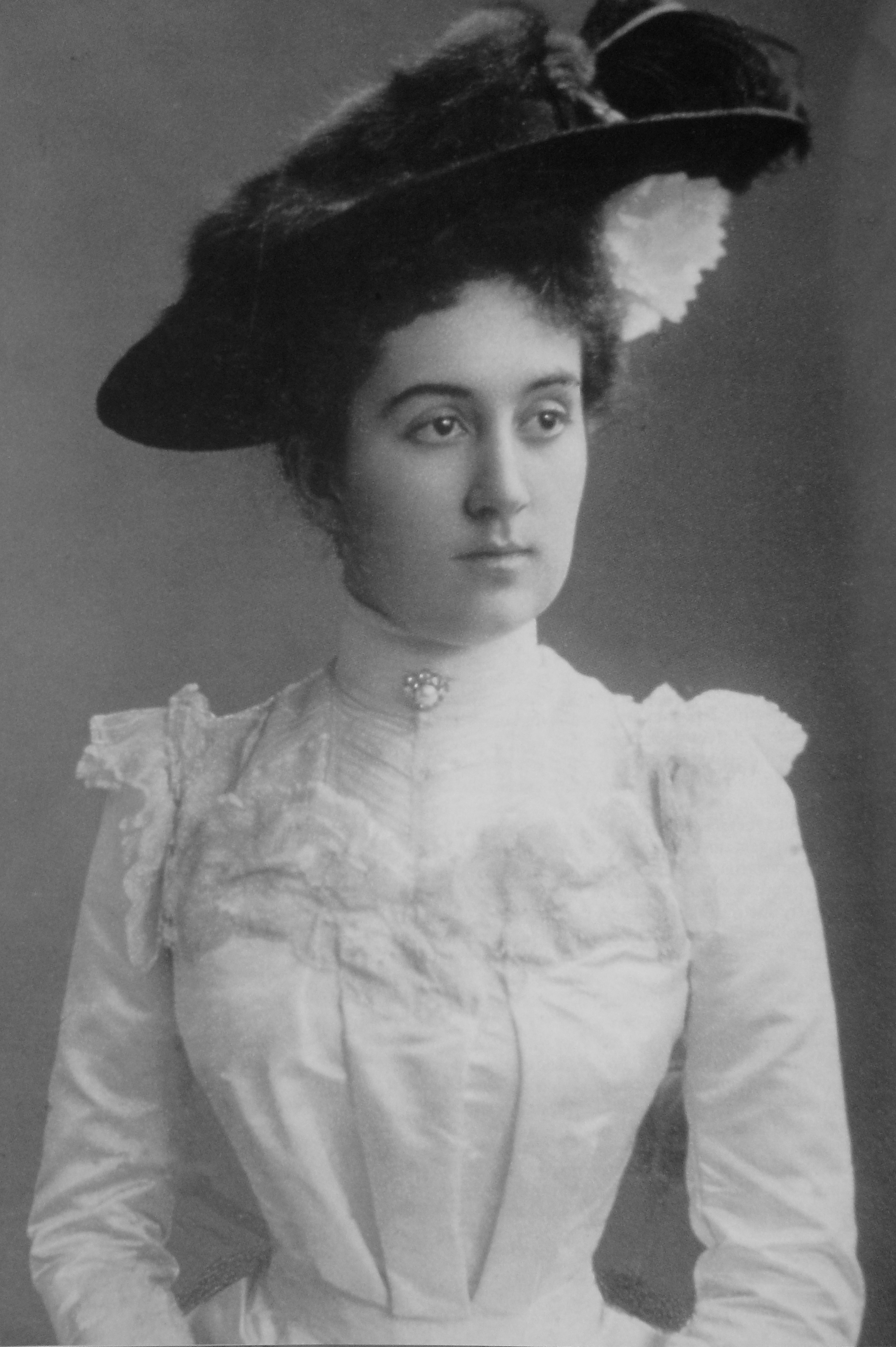
Xenia

Apesar dos muito rumores que circularam sobre os seus possíveis noivados e casamentos, a princesa Xenia preferiu ficar solteira. Quando o rei Nicolau começou a envelhecer, Xenia foi para ele "uma conselheira subtil, mas preconceituosa." Em 1909, durante um desentendimento entre Montenegro e a Áustria, Xenia teve um papel conspiratório e de líder nos protestos anti-austríacos em Xetinje. O governo austríaco viu as suas acções como um insulto e protestou fortemente pela via diplomática. Uma vez que Nicolau estava em dívida para com a Áustria por favores passados, principalmente no que dizia respeito e assistência financeira, não sabia que castigo devia dar à filha e, por fim, decidiu que ela deveria ficar exilada temporariamente em França. Xenia concordou imediatamente com o pai e divertiu-se em Paris onde passava o seu tempo a fazer compras, a ir ao teatro e à ópera e a ser entretida pelas principais figuras da sociedade parisiense.
Nicolau foi coroado rei de Montenegro no dia 28 de Agosto de 1910. Durante as guerras dos Balcãs e a Primeira Guerra Mundial, o rei e a sua família fugiram para Itália depois do seu país e a Áustria não terem chegado a consenso durante as negociações de paz. Os termos oferecidos pela Àustria foram vistos como inaceitáveis no Montenegro e a família, juntamente com o corpo diplomático, teve de fugir. Com a colaboração de Alexander Devine, a princesa Xenia e a sua irmã Vera ajudaram ao bem-estar dos prisioneiros montenegrinos na Áustria.

## Últimos anos
Após a queda da monarquia montenegrina em 1918, a princesa Xenia passou a viver em França, onde sobreviveu à Segunda Guerra Mundial e sempre viveu em Paris. Foi lá que morreu, no dia 10 de Março de 1960.
Após a sua morte, as fotografias que tirou ao longo da vida foram o tema de uma exposição que se realizou na Slovenian Galerija Fotografija em 2010. Nesta exposição podia ler-se:
| “ | O legado material modesto da princesa Xenia dá-nos um olhar intimo sobre a vida privada da princesa montenegrina que ficou famosa pela sua inteligência e talento, mas, acima de tudo, pelo seu patriotismo. O seu amor profundo pela nação e pátria são expressos através da vida cotidiana que foram tiradas durante uma época pacífica da sua vida, antes de se encontrar na situação inaceitável de refugiada. As fotografias da princesa Xenia são imagens que estavam profundamente marcadas na sua memória e que ela estimou com amor durante as décadas que passou no exílio, recorrendo ás mesmas em momentos de desespero e nostalgia. É Montenegro pelos olhos mágicos de uma princesa montenegrina. É o Montenegro da sua juventude, das suas esperanças, crenças, dos seus pensamentos escondidos e ambições por realizar. | ” |